# Hydroporus cuprescens
Hydroporus cuprescens is een keversoort uit de familie waterroofkevers (Dytiscidae). De wetenschappelijke naam van de soort is voor het eerst geldig gepubliceerd in 1995 door K.W.Miller & Fery.